# サオリリスのリリカルちゃんぷる
『サオリリスのリリカルちゃんぷる』は、2010年9月から、2011年4月までラジオ大阪のV-STATION枠で毎週金曜日23:00 - 23:30（JST）に放送していたアニラジ番組。同時期からニコニコラジオ大阪チャンネルでダイジェスト配信開始（動画放送）。
パーソナリティはアニソンDJのサオリリス。

## 概要
『もえもえポンバシ系』の後に続く大阪発のVステ番組。特色はパーソナリティが毎回コスプレをして収録を行っていること。
恒例のオープニングコールは「リリーッス☆!あなたのポケットモンスター・サオリリスです!」

## コーナー
あいうえもえっしゅ
アニメ・マンガ・ゲーム等から、愛すべきキャラクター達の超ステキな名言・名台詞を、五十音順にピックアップして毎回1文字ずつマイ・ベスト3を発表する。「名言集」出版を夢見るビッグプロジェクトである。
サオリリスのコスプレチェック
ラジオなのにコスプレで収録に挑むサオリリスが、今着用しているコスプレについてトークする。第3回から開始。

## ゲスト
スタジオゲスト
- ポンバシアイドル学園(PIG)（上実ねね、深愛りんな）（2010年11月5日）
- 杉本善徳（2010年12月3日）
- ビリーケン・キッド、阪上雄司（大阪プロレス）（2011年1月7日）
- 長島☆自演乙☆雄一郎（2011年1月21日）
- 小川麻琴（2011年1月28日）※録音素材

コメントゲスト
- 水木一郎、サイキックラバー、岩田光央&鈴村健一（2010年9月10日）
- RIKI（2010年9月17日）
- 藤井フミヤ（2010年10月8日）
- 安倍麻美（2010年10月15日）
- AKB48（高橋みなみ、前田亜美、小森美果）（2010年11月19日）
- ザ50回転ズ（2010年11月26日）
- 牧野由依（2010年12月3日）
- DOMINO（2010年12月17日）
- 米倉千尋、ET-KING（2011年1月7日）

## Web配信
ニコニコラジオ大阪チャンネルでダイジェスト放送など動画配信。毎週金曜日更新。
放送の様子をブース内の固定カメラで撮影したもので、ラジオ版ではわからないコスプレや、カメラにリアクションする姿などを見ることができる。また、本放送とは別に番外編（メッセージ動画）がある。